# Oleg Blohin
Oleg Volodimirovič Blohin (ukrajinsko Оле́г Володи́мирович Блохі́н), ukrajinski nogometaš, * 5. november 1952, Kijev, Sovjetska zveza Sodeloval je na nogometnemu delu poletnih olimpijskih iger leta 1972 in leta 1976. Blohin drži rekord za najboljšega strelca vseh časov, tako za Kijevski Dinamo (266 golov) kot za reprezentanco Sovjetske zveze (42 golov), poleg tega je tudi najboljši strelec v zgodovini sovjetske nogometne lige (211 golov). Po vrhu vsega pa tudi edini igralec, ki je nastopil več kot 100-krat za reprezentanco Sovjetsko zvezo in rekord največ nastopov za Dinamo s 582 nastopi med skupno 18-letnim igranjem v klubu. Blohin je z Dinamom osvojil osem naslovov sovjetske lige, pet državnih pokalov in dva pokala evropskih pokalnih zmagovalcev. Za Sovjetsko zvezo je nastopal tudi na poletnih olimpijskih igrah 1972 in 1976 ter 1984 in 1986. Med igralsko kariero je trikrat osvojil sovjetsko nagrado nogometaša leta, devetkrat pa nagrado ukrajinskega nogometaša leta. Leta 1975 je bil razglašen za evropskega nogometaša leta in osvojil Ballon d'Or ter postal drugi sovjetski in prvi ukrajinski igralec, ki je prejel to nagrado.
Leta 2011 je bil Blohin skupaj z Igorjem Belanovom in Vitalijem Staruhinom imenovan za "legendi ukrajinskega nogometa". Kot trener je imel dve obdobji, vodil je ukrajinsko reprezentanco na svetovnem nogometnem prvenstvu FIFA 2006 in UEFA Euro 2012. 

## Življenje
Rodil se je v Kijevu, leta 1952. Njegova mati Jekaterina Adamenko je bila večkratna prvakinja Ukrajine v peteroboju, sprintu in skoku v daljino. Njegov oče Vladimir Blohin je bil policist, veteran druge svetovne vojne in tekmovalni šprinter. Blohin je zaradi staršev hitro obvladal sprint in pri 16. leta pretekel 30 m v 3,7 sekunde, 60 m v 7 sekundah in 100 m v 11,0 sekunde.

## Kariera
Blohin je bil v sedemdesetih letih dvajsetega stoletja eden najboljših napadalcev na svetu, v obdobju velikega uspeha v domačem klubu Dinamo Kijev je postal največji strelec sovjetske lige, ki je bila ena najmočnejših v Evropi. Običajno je nastopil na mestu napadalca ali krilnega napadalca, kjer je slovel po izjemnem tempu. 
Blohin je večino svoje kariere igral za kijevski Dinamo, s 211 goli je postal vodilni strelec državnega prvenstva ZSSR, z 432 nastopi pa osvojil več nastopov kot kateri koli drug igralec v isti ligi. Prvenstvo je osvojil 8-krat. Dinamo je v letih 1975 in 1986 vodil do pokala zmagovalcev pokala UEFA, v vsakem finalu pa dosegel zadetek. Blohin je tudi najbolj omejen igralec nogometne reprezentance ZSSR s 112 kapitami, pa tudi njihov najboljši strelec vseh časov z 42 goli; igral je na svetovnih pokalih FIFA 1982 in 1986, kjer je v vsakem dosegel po 1 gol. Bil je eden prvih sovjetskih igralcev, ki so igrali v tujini. Leta 1988 je tudi igral na Cipru z Arisom . 
Leta 1979 je Blohin odigral nekaj tekem za Ukrajino na Spartakiadi narodov ZSSR. 

### Trenerstvo
Po upokojitvi je Blohin začel treniral grške klube Olympiakos (pod njim so leta 1992 osvojili grški pokal in grški superpokal ), PAOK , AEK Atene in Ionikos
Leta 2003 je začel z vodenjem ukrajinske reprezentance na mestu glavnega trenerja. Pod njegovim vodstvom je bila Ukrajina, usposobljena za velik turnir prvič kot samostojne država, dosegla FIFA svetovno prvenstvo 2006 v Nemčiji. Ukrajina se je uvrstila v četrtfinale turnirja in izgubila proti takratnim prvakom Italiji. 6. decembra 2007 odstopil z mesta trenerja. 
14. decembra 2007 je bil imenovan za glavnega trenerja FC Moscow. Klub je zasedel 9. mesto (od 16), po končani sezoni pa je bil Oleg odpuščen iz kluba. Po koncu sezone je Blohin napovedal, da če ne bi vedel, kako bo šlo v FC Moscow, pogodbe ne bi nikoli podpisal.  To je bilo zato, ker je klub brez njegovega dovoljenja izpustil številne pomembne igralce, od katerih je še vedno imel veliko pričakovanj. Drugi so trdili, da je Blohin v FC Moskvi propadel zaradi tega, ker on in mediji niso imeli prijateljskih odnosov, zaradi česar je tisk nenehno napadal Blohina in s tem uničil njegov vpliv med igralci. 
21. aprila 2011 je bil Oleg ponovno imenovan za glavnega trenerja ukrajinske reprezentance. Vodil je ekipo na UEFA Euro 2012 na domačih tleh, premagal je Švedsko, po porazih proti Franciji in Angliji pa izstopil v skupinskem delu. 
25. septembra 2012 je podpisal z Kijevskim Dinamom, ki ga je vodil klub naslednja štiri leta. Njegove zadnje tekme vodstva za Ukrajino so bile kvalifikacije za svetovno prvenstvo proti Moldaviji in Črni gori oktobra 2012. Predsednik kluba Igor Surkis je Olega 17. aprila 2014 zaradi "nezadovoljivih rezultatov ekipe razrešil kot menedžerja Dinama ". Dan prej je Blohin na tiskovni konferenci, potem ko je Dinamo izgubil tekmo proti Šahtarju iz Donecka, že izjavil, da se je odločil odstopiti. Pod njegovim vodstvom se Dinamo nikoli ni uvrstil (redka priložnost za klub) v Uefino ligo prvakov in je v Uefini evropski ligi slabo nastopal . V prvem letu je njegova ekipa v ukrajinski premier ligi končala na tretjem mestu, v drugem letu (ko je bil odpuščen) pa je Dinamo za vodiloma ukrajinske prvoligaške lige Dnipro Dnipropetrovsk in Šahtar iz Donecka zaostal za sedem točk. 